# 什羅卡魯達河

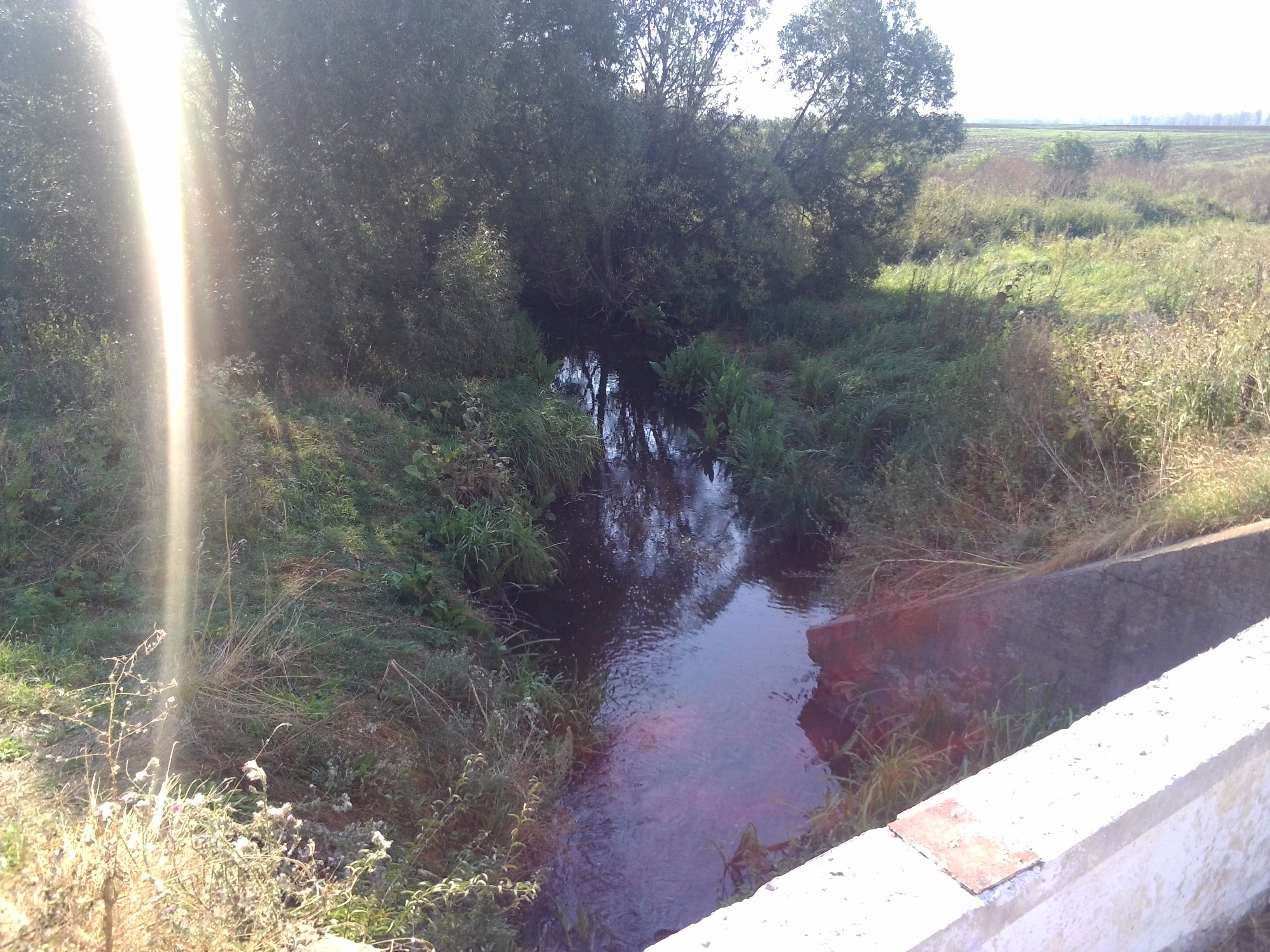

什羅卡魯達河（烏克蘭語：Широка Руда），是烏克蘭的河流，位於該國西南部文尼察州，屬於索布河的支流，流經斯特魯京卡和戈爾季伊夫卡，河道全長11公里，流域面積44.2平方公里。